# Schweinzbach (Mank)
Der Schweinzbach (auch Schweinsbach) ist ein linker Zufluss zur Mank nordwestlich von Mank in Niederösterreich.
Der Schweinzbach entspringt im Gemeindegebiet von Oberndorf an der Melk südlich von Strauchen, fließt von dort nach Osten ab und passiert die Streusiedlung Unterschweinz, die sich südlich den Hang des Schweinzberges (611 m ü. A.) hinaufzieht. Zubringer sind der Sulzbach, der Bach von Furth, der Bach von Sattlehen und als größter Zufluss der Kroisbach, bevor der Schweinzbach kilometerlang parallel zur Mank fließt und nordwestlich von Mank bei Hörsdorf in diese mündet. Sein Einzugsgebiet umfasst 19,8 km² in weitgehend offener Landschaft.